# Chuck Panozzo
Chuck Panozzo (Chicago, 20 settembre 1948) è un bassista, chitarrista, compositore e produttore discografico statunitense, membro fondatore degli Styx.

## Biografia
Cresciuto in una famiglia cattolica di origine italiana, ha iniziato a suonare il basso a dieci anni, e ha fondato gli Styx nel 1972, insieme al fratello gemello John Panozzo, e a Dennis DeYoung, ed ha inoltre contribuito alla stesura di alcuni brani. Fu sua la decisione di sciogliere la band nel 1984 e nel 1992, a causa dei forti contrasti interni, anche con suo fratello. Entrambe le volte è tornato poi sui suoi passi, ed è, ad oggi, insieme a James Young, l'unico membro fondatore presente. Oltre al basso, ha iniziato dagli anni novanta a suonare anche la chitarra.  Dall'album The Serpent Is Rising è divenuto anche produttore della band, ruolo mantenuto sino ai primi anni novanta.
Nel 2004 ha pubblicato la sua autobiografia, intitolata The Grand Illusion: Love, Lies, and My Life with Styx, scritta insieme a Michele Skettino.
Dal 2006 collabora con la rivista Frontiers Media, che si occupa delle varie problematiche riguardanti il mondo omosessuale, e spesso aiuta associazioni che si occupano della materia. Nello stesso anno produce l'album Gay Games VII, dove egli stesso canta e suona insieme ad altri musicisti, dal quale venne estratto il singolo The Faces of Victory, cantato insieme a Dylan Rice mentre nel 2008 pubblica l'album I Love Rock, omaggio agli artisti da egli più amati.

## Vita privata
Panozzo ha dichiarato nel 1999 di essere malato di AIDS, e che ciò lo avrebbe tenuto temporaneamente lontano dalle scene; tuttavia non ha mai abbandonato il gruppo, e si esibisce occasionalmente dal vivo, sebbene dal 2003 sia affiancato dal bassista Ricky Phillips.
Nel 2001 si è apertamente dichiarato omosessuale.

## Discografia

### Solista
- 2006 - Gay Games VII, con altri
- 2008 - I Love Rock, con altri

### Con gli Styx
- 1972 - Styx
- 1973 - Styx II
- 1973 - The Serpent Is Rising
- 1974 - Man of Miracles
- 1975 - Equinox
- 1976 - Crystal Ball
- 1977 - The Grand Illusion
- 1978 - Pieces of Eight
- 1979 - Cornerstone
- 1981 - Paradise Theatre
- 1983 - Kilroy Was Here
- 1990 - Edge of the Century
- 1999 - Brave New World
- 2003 - Cyclorama
- 2017 - The Mission
- 2021 - Crash of the Crown

### Con Dennis DeYoung
- 2004 - The Music of Styx: Live with Symphony Orchestra